# Hanspeter Born
Hanspeter Born (* 15. November 1938 in Bern) ist ein schweizerischer Journalist und Buchautor.

## Leben
Hanspeter Born studierte Anglistik an der Universität Bern und schloss mit dem Doktorat ab. Von 1977 bis 1982 war er Washington-Korrespondent von Radio DRS. Von 1984 bis 2009 war er als Auslandredaktor für die Weltwoche tätig; er schreibt weiterhin für die Zeitung. Bekannt wurde er besonders mit seiner 16-teiligen Artikelserie (1988/89) – gefolgt von zwei Büchern, wobei das zweite kurz nach Erscheinen verboten wurde – zum Mord in Kehrsatz. 
In einem Artikel in der Zeitschrift Medieval and Renaissance Drama in England vertritt er die These, dass Shakespeare einige Szenen in Robert Greenes A Knack to Know a Knave neu geschrieben habe, was Greenes Angriff auf Shakespeare in der Schrift A Groatsworth of Wit provoziert habe.

## Werke (Auswahl)

### Als Autor
- Für die Richtigkeit: Kurt Waldheim. Schneekluth, München 1987
- Mord in Kehrsatz. Wie aus einer Familientragödie ein Justizskandal wurde. Weltwoche-ABC, Zürich 1989
- Unfall in Kehrsatz. Eine Hypothese. Weltwoche-ABC, Zürich 1990
- Das waren noch Zeiten. Ferdi Kübler und die goldenen Jahre des Schweizer Radsports. Weltwoche-ABC, Zürich 1990
- Le «Pédophile Argovien» ou Comment fabriquer un monstre. Le glaive et la plume, Genf 1996
- Staatsmann im Sturm, Pilet-Golaz und das Jahr 1940. münsterverlag, Basel 2020. ISBN 978-3-907146-72-9

### Als Mitautor
- Klaus Bittermann (Hrsg.): Serbien muß sterbien. Wahrheit und Lüge im jugoslawischen Bürgerkrieg. Edition Tiamat, Berlin 1994, ISBN 3-923118-14-7.
- Peter Schnyder (Hrsg.): Hugo Koblet. Der «Pédaleur de charme». AS, Zürich 2005, ISBN 3-909111-18-1.
- Peter Schnyder (Hrsg.): Ferdy Kübler – «Ferdy National». AS, Zürich 2006, ISBN 3-909111-25-4.
- Die verschwundene Katze (mit Benoît Landais). Echtzeit, Basel 2009, ISBN 978-3-905800-29-6.